# 唯一思想體系
唯一思想體系（韓語：유일사상체계）是朝鮮勞動黨在1967年6月28日至7月3日期間召開的第四届中央委員會第十六次大會中確立的指導理念。該理念強調以金日成提出的主體思想作為治國方針。

## 演进
朝鮮民主主義人民共和國又在1972年修改憲法，明文規定主體思想為全國唯一被肯定的思想。
朝鮮勞動黨在1974年頒佈《確立黨的唯一思想體系十大原則》，鞏固金日成家族的唯一領導體制。

## 评论
分析指金日成是在中國共產黨領導人毛澤東發動的文化大革命影響下而創立主體思想，而以主體思想為治國方針則是金日成被神化的開端。